# 3658 Feldman
3658 Feldman este un asteroid din centura principală, descoperit pe 13 octombrie 1982 de Edward Bowell.